# Марьевка (Полтавский район)
Ма́рьевка (укр. Мар'ївка) — село,
Нестеренковский сельский совет,
Полтавский район,
Полтавская область,
Украина.
Код КОАТУУ — 5324083711. Население по переписи 2001 года составляло 241 человек.

## Географическое положение
Село Марьевка примыкает к сёлам Гонтари, Головки и Васильцы.
Рядом проходит автомобильная дорога Т-1707.